# Palais impérial de Rome
Le palais impérial de Rome (en latin : Domus Augustana) est le palais des empereurs romains qui occupe toute la zone orientale de la colline du Palatin et fut construit en grande part durant le IIe siècle. Son immense Aula Regia, salle d'audience des empereurs, occupe sa partie publique. Ce palais reste la résidence officielle des empereurs jusqu'à la fin de l'Empire. De nombreux vestiges sont aujourd’hui toujours visibles.

## Origine du nom
Le terme de Domus augustana était le seul utilisé par les Romains pour désigner le palais impérial. Il vient de domus, qui signifie maison urbaine, voire hôtel particulier. Quant à augustana, c’est un adjectif formé sur le surnom (cognomen) porté par tous les empereurs romains : Augustus.
L'ensemble du complexe est également connu sous le nom de Palatium, dérivé du nom du mont Palatin et déjà utilisé à l'époque de Tacite. Le terme « palais » qui en découle a fini par désigner toute résidence d'importance.

## Historique
La Domus Augustana est en grande partie construite sous Domitien entre le début de son règne et 92 ap. J.-C., à l’emplacement où vivaient déjà ses prédécesseurs. En effet, Auguste s'installe dès 36 av. J.-C. sur cette colline en rachetant une ancienne maison républicaine. Il acquiert ensuite les maisons autour de sa résidence afin de l'agrandir et de former un complexe qu’on ne peut pas encore véritablement qualifier de palais. Ses successeurs ne font qu’étendre cet ensemble, jusqu’à ce que Néron crée une immense résidence qui s’étend du Palatin à l’Esquilin : la Domus Aurea. À la mort de celui-ci, Vespasien restitue une partie de cette demeure au peuple.
C’est donc Domitien qui confie à l’architecte Rabirius le soin de construire une véritable résidence palatiale fonctionnelle et organisée. Elle occupe alors la quasi-totalité du Palatin, même s’il reste quelques demeures privées sur la colline jusqu’à la fin de l’Antiquité. Le palais acquiert sa forme définitive sous les Antonins, durant le IIe siècle, puis sous les Sévères, à la fin du IIe siècle et au début du IIIe siècle. Le palais est alors étendu vers le sud avec la construction de la Domus Severiana et d'une façade monumentale tournée en direction de la via Appia, le Septizodium.
La Domus Augustana reste la résidence officielle des empereurs jusqu’à la fin de l’empire romain, même si, dans la pratique, les empereurs préfèrent habiter dans d’autres villes de l’empire (Milan, Trèves, Ravenne ou encore Constantinople). Il tombe ensuite en ruines à partir du VIe siècle.
La Domus Augustana est redécouverte lors de fouilles archéologiques à partir du XVIe siècle, mais surtout à partir de la fin du XIXe siècle et au XXe siècle. On peut en voir de nombreux vestiges.

## Description
La partie orientale du Palatin est presque entièrement occupée par le palais de Domitien. En contrebas, près du Circus Maximus, construit sur le versant de la colline, se trouve le Paedagogium. Enfin, l'extrémité orientale de la colline est occupée par la Domus Severiana dont l’impressionnante structure de soutènement est dissimulée aux regards des passants venant de la via Appia par le Septizodium.

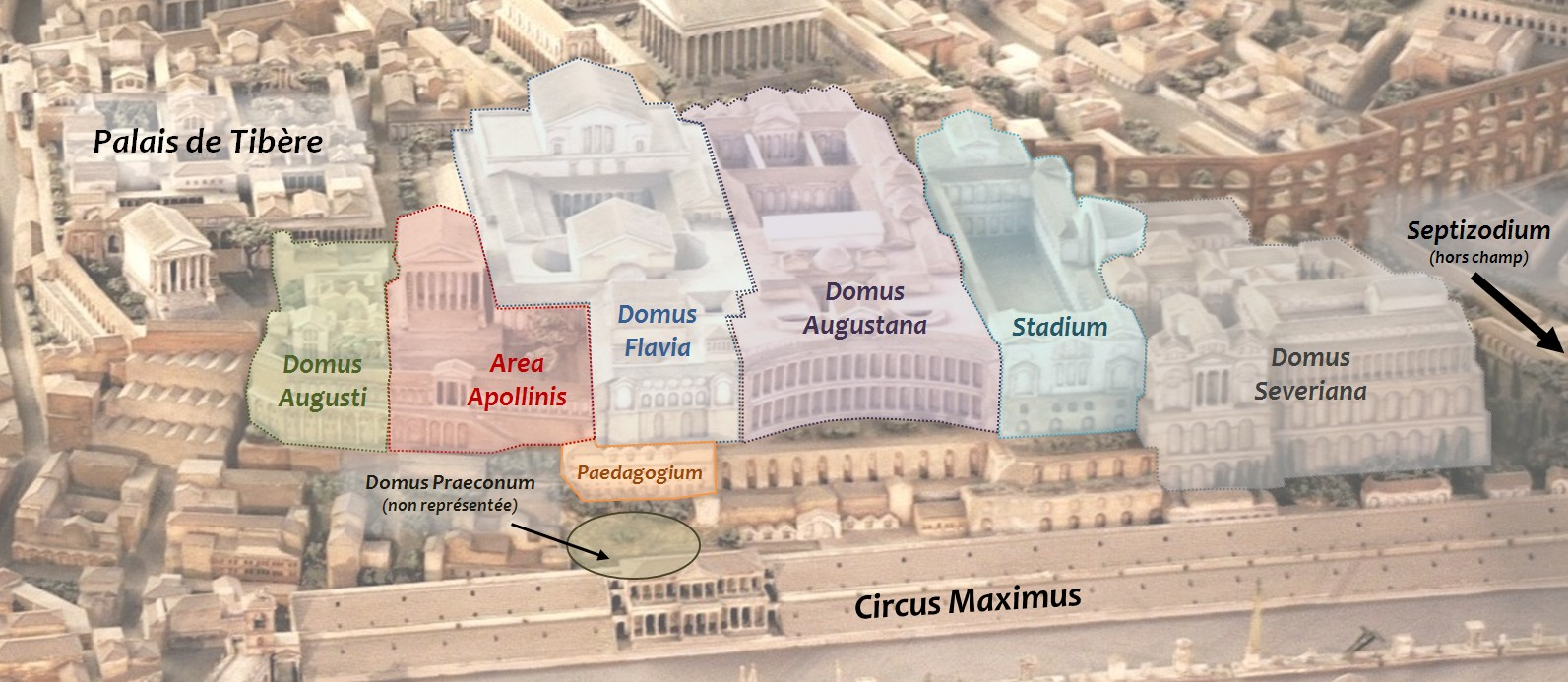
Le Palatin sur la maquette d'Italo Gismondi. Les différentes sections du palais impérial sont représentées dans des couleurs différentes.

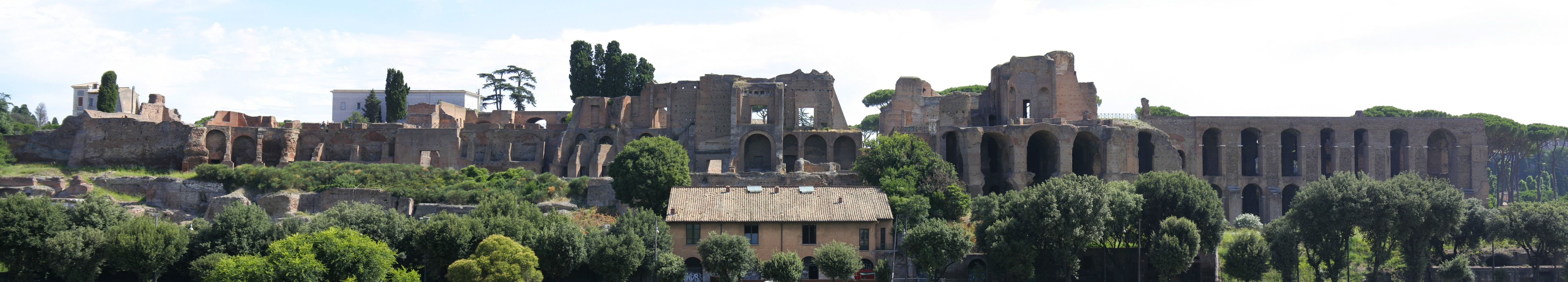
Panorama des ruines du Palatin vues depuis l'Aventin. À gauche, les vestiges de la grande exèdre de la Domus Augustana, au centre la façade du Stadium et à droite les vestiges de la structure de soutènement de la Domus Severiana.

### Palais de Domitien

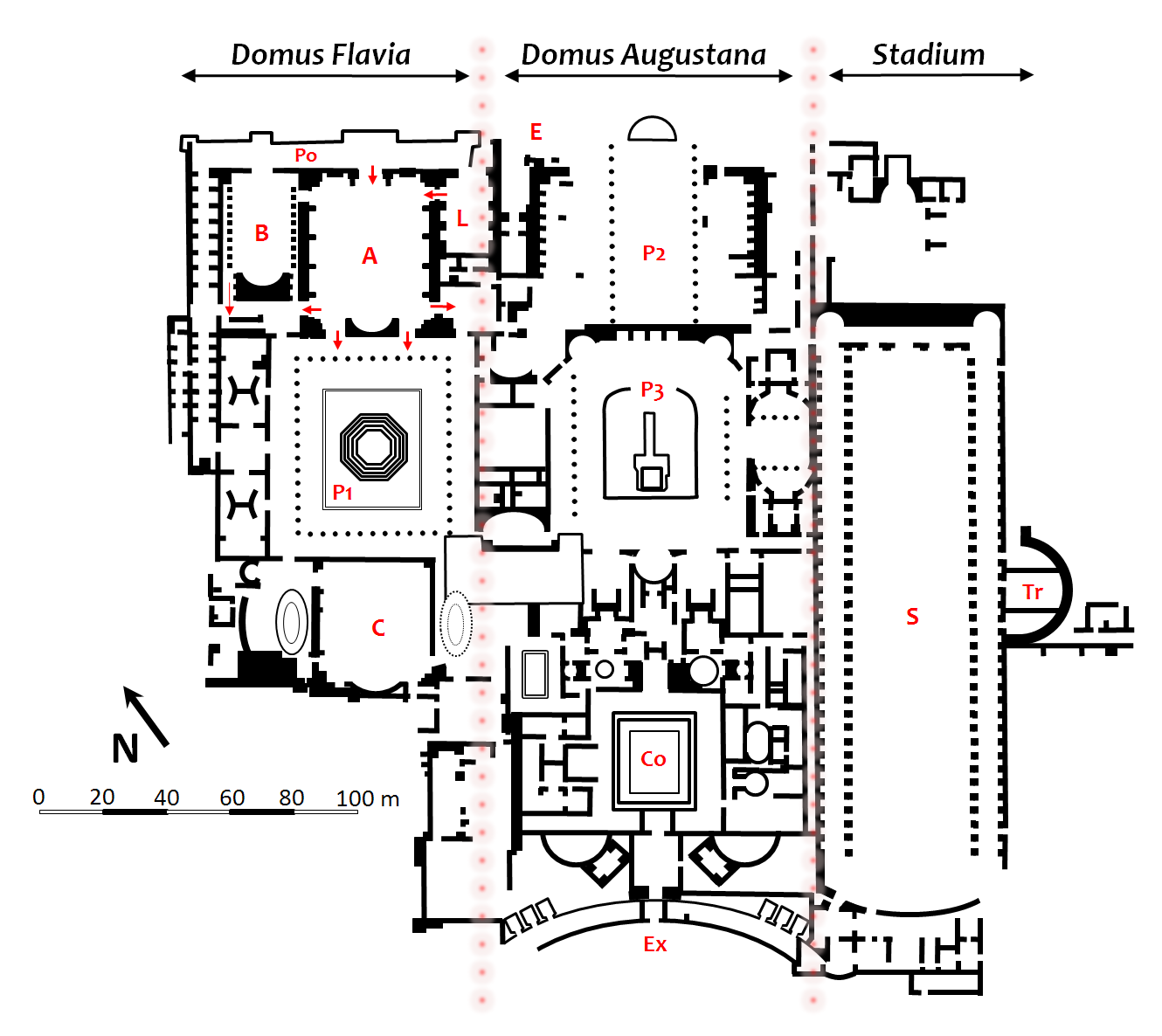
Plan du palais de Domitien.
E : entrée principale. L : Lararium. A : Aula Regia. B : Basilica. Po : portique. P1 : péristyle. C : Cenatio. P2 : deuxième péristyle. P3 : troisième péristyle. Co : cour carrée. Ex : grande exèdre. S : Stadium. Tr : Tribunal du Stadium.

La Domus Augustana, ou palais de Domitien, se divise en trois secteurs et s'étend sur environ 5 hectares,. Elle comprend la Domus Flavia, la Domus Augustana proprement dite et le Stadium.

#### Domus Flavia
C’est la partie publique du palais, l’espace de représentation de l’empereur destiné aux audiences et réceptions. Le nom de Domus Flavia a été donné par les archéologues et ne date pas de l’époque romaine, tout comme les autres noms des différentes salles. Un long portique (Po) longe la domus sur les côtés ouest et nord, tourné vers l’Area Palatina. L'entrée principale (E) se situe au bout de ce portique et semble desservir à la fois la partie publique et la partie privée du palais. Une fois franchie l'entrée, on pénètre dans une salle baptisée Lararium (L) qui devait abriter un détachement de la garde prétorienne. Depuis cette salle, en se dirigeant vers l'ouest, on entre dans la grande salle d'audience, appelée Aula Regia (A). Le mur du fond est occupé par une abside flanquée de deux portes. Sur le mur en face s'ouvre une seule porte, plus large qui communique avec le portique extérieur. Le plafond s'élève à plus de 30 mètres au-dessus du sol et devait être orné de coffres. Les longs murs sont ponctués par des colonnes qui supportent des consoles et encadrent des niches. C'est dans cette salle que l'empereur reçoit les salutationes et donne ses audiences publiques, installé au centre de l'abside, position qui devait impressionner les visiteurs. L’Aula Regia est flanquée au nord-ouest par une salle plus étroite, mais aussi longue qui a été baptisée Basilica (B). On pense que c'est dans cette pièce que l'empereur réunit ses conseillers pour prendre les décisions politiques et administratives concernant l'Empire. Une double rangée de colonnes divise la salle en trois ailes. La nef centrale se termine par une abside assez profonde. De part et d'autre, des passages permettent d'accéder au péristyle extérieur.
La Domus Flavia est organisée autour d'un grand péristyle (P1) dont le centre est occupé par un bassin octogonal au motif labyrinthique. On y accède depuis la Basilica ou directement depuis les passages latéraux de l’Aula Regia. De l'autre côté de ce péristyle, l'espace est entièrement occupé par un grand hall flanqué de deux salles plus petites (C). Le centre du mur méridional du hall est creusé d'une abside entourée de deux passages qui permettent d'accéder aux deux bibliothèques du temple d'Apollon. Le sol du hall est recouvert de marbre qui dissimule un hypocauste dont les briques datent du règne de Maxence. La présence de ce système de chauffage suggère que ce grand hall sert de salle de banquet l'hiver (cenatio) et a été identifié à la Cenatio Iovis (it) mentionnée dans les sources littéraires antiques. Au centre des deux salles latérales se trouve une fontaine ovale qui devait être visible depuis les fenêtres de la salle à manger.

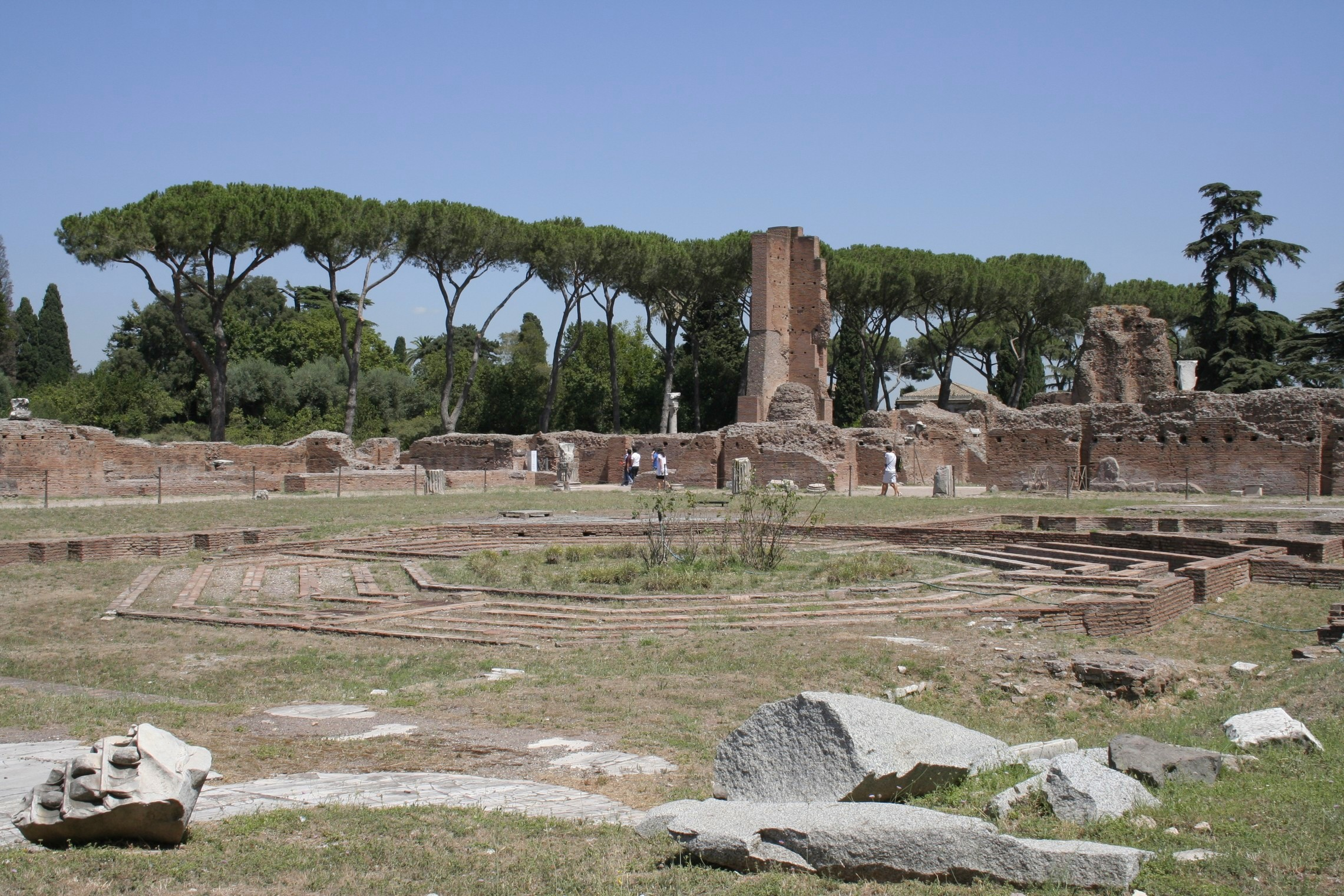
Partie nord de la Domus Flavia. Au premier plan, le péristyle central avec le bassin octogonal. Au fond, les vestiges des murs appartiennent à l’Aula Regia et aux salles latérales.
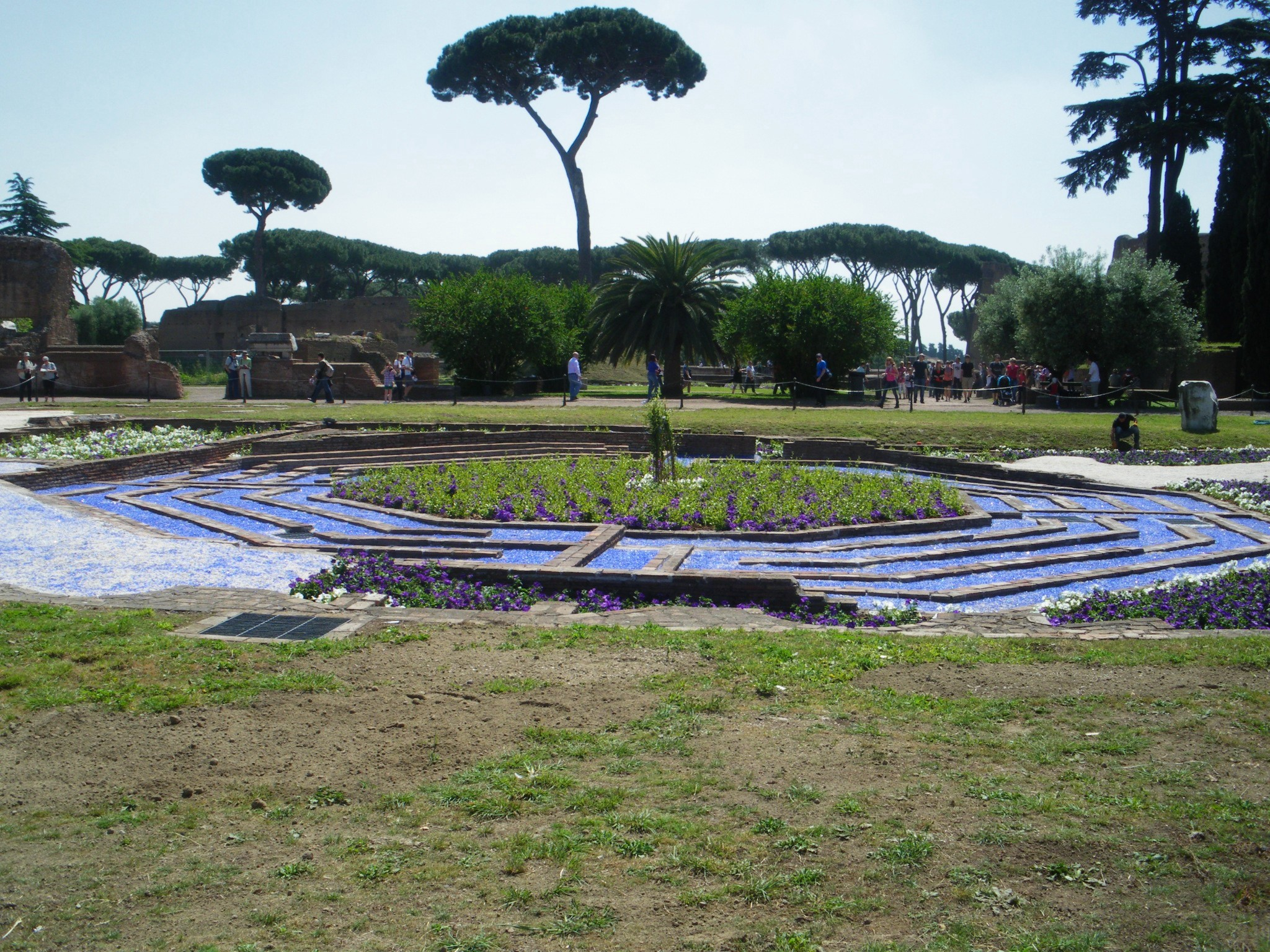
Bassin octogonal.
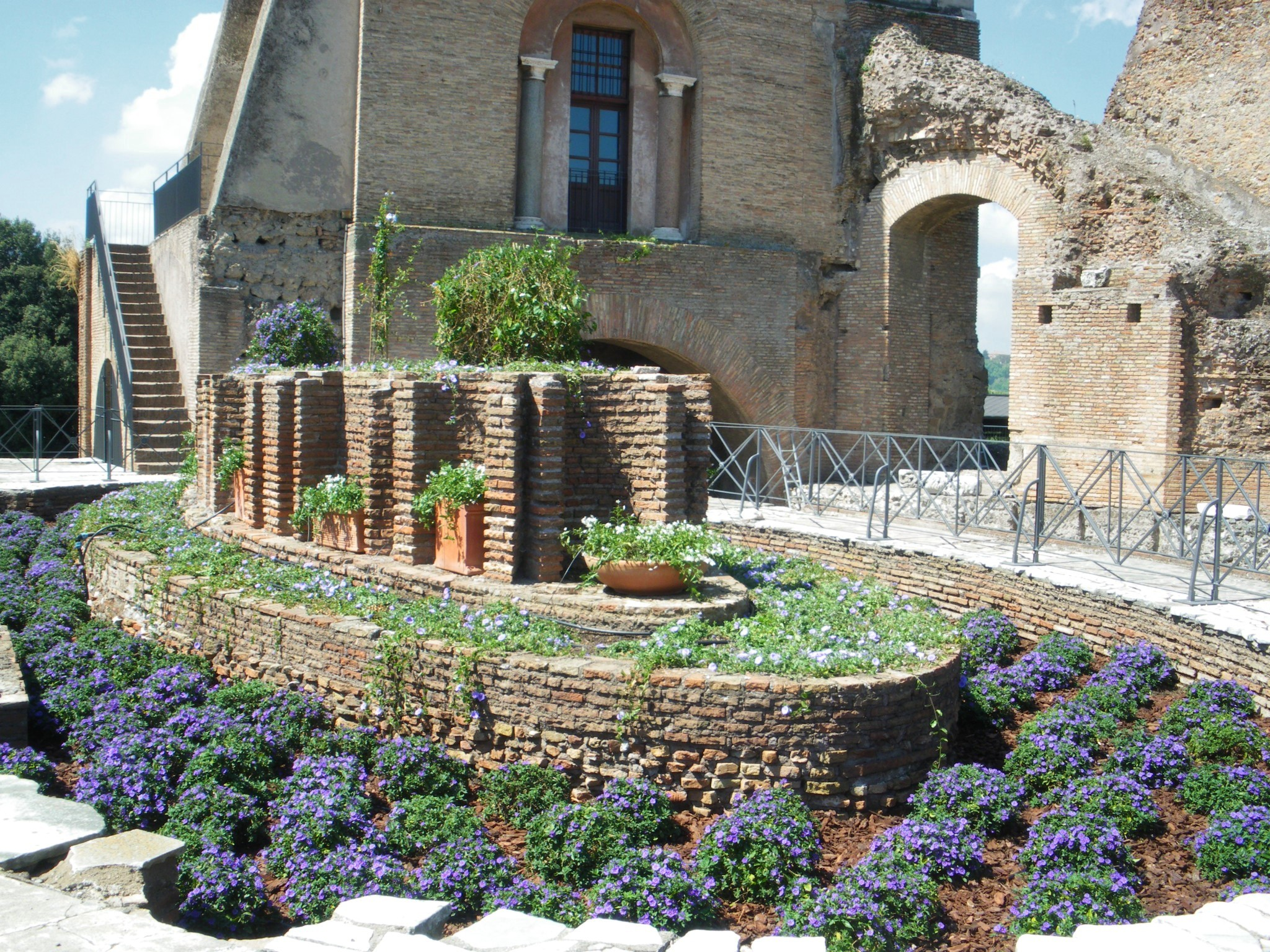
Vestiges d'une fontaine ovale des pièces latérales de la Cenatio.
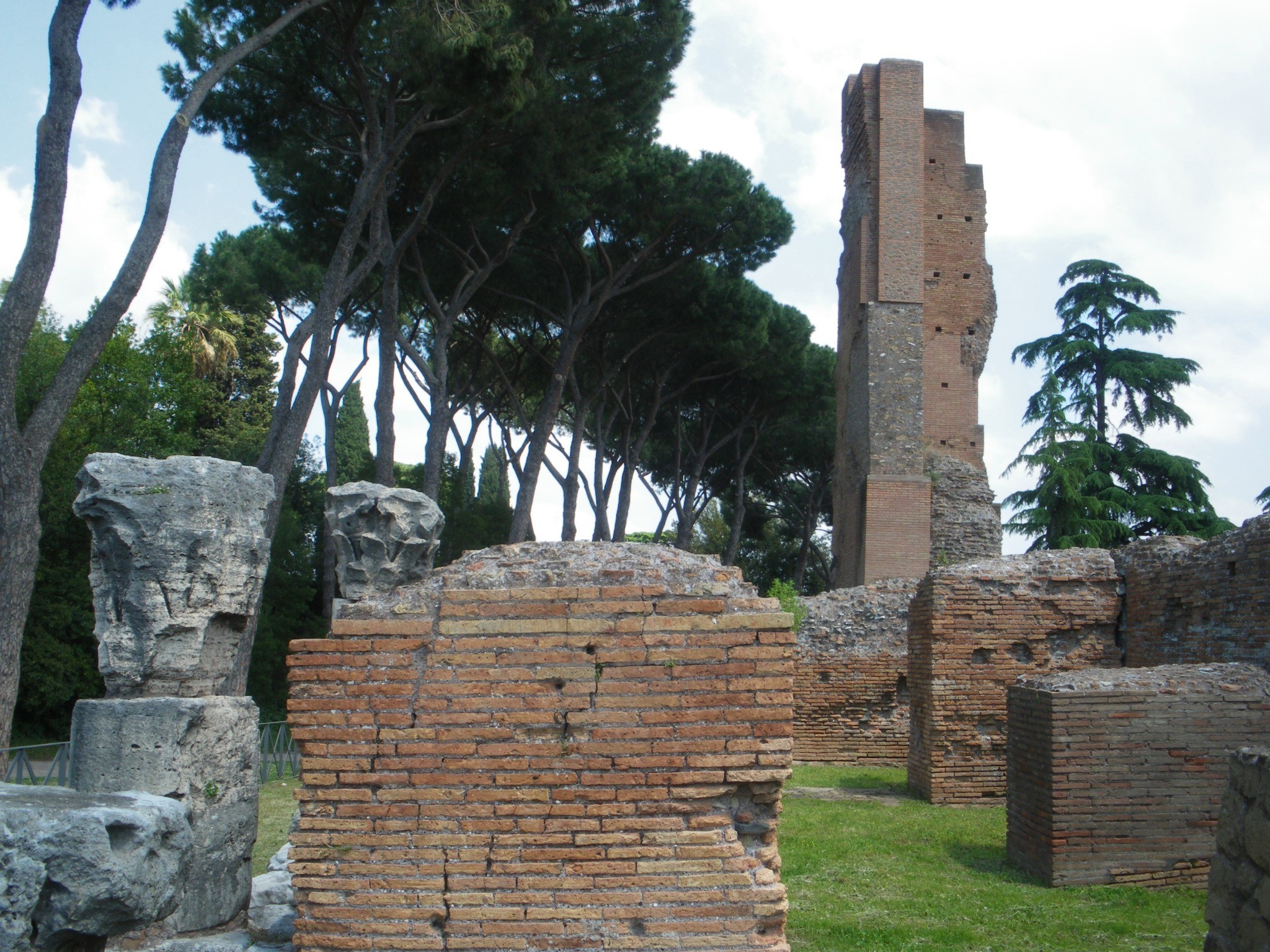
Vestiges de la Basilica.

#### Domus Augustana
La Domus Augustana est adjacente à la Domus Flavia, située à l'est de cette dernière. C’est le nom donné par les archéologues à ce qui semble être la partie privée du palais (bien que ce nom désigne à l’époque la totalité du palais). La disposition des salles de cette section ne marque cependant pas une délimitation nette et franche. Il semblerait que seule la section sud de la domus ait été réservée aux quartiers privés de l'empereur. Les deux péristyles au nord ont donc pu avoir des fonctions publiques. Cette hypothèse est renforcée par le fait que la section sud a été construite un peu plus tard et certains détails laissent penser que ce n'est pas Rabirius qui a dirigé les travaux.
La partie nord s'articule autour d'un grand péristyle (P3) dont le centre est occupé par un grand bassin  construit au même niveau que le péristyle de la Domus Flavia. Au milieu du bassin, un temple dédié à Minerve (divinité favorite de Domitien) se dresse sur un petit îlot auquel on accède par un pont de briques. Au nord, ce péristyle communique avec un troisième péristyle (P2) qu'il est difficile de reconstituer étant donné le peu de vestiges retrouvés.
La partie sud est mieux préservée. Elle s'organise autour d'une petite cour carrée (Co) construite à un niveau beaucoup plus bas que le reste du palais. La cour est entourée par un portique sur deux étages qui dessert de nombreuses petites pièces et s'ouvre au sud sur une grande exèdre (Ex) qui forme la façade du palais tournée vers le Circus Maximus. L'empereur devait pouvoir assister aux courses de char sans quitter son palais.

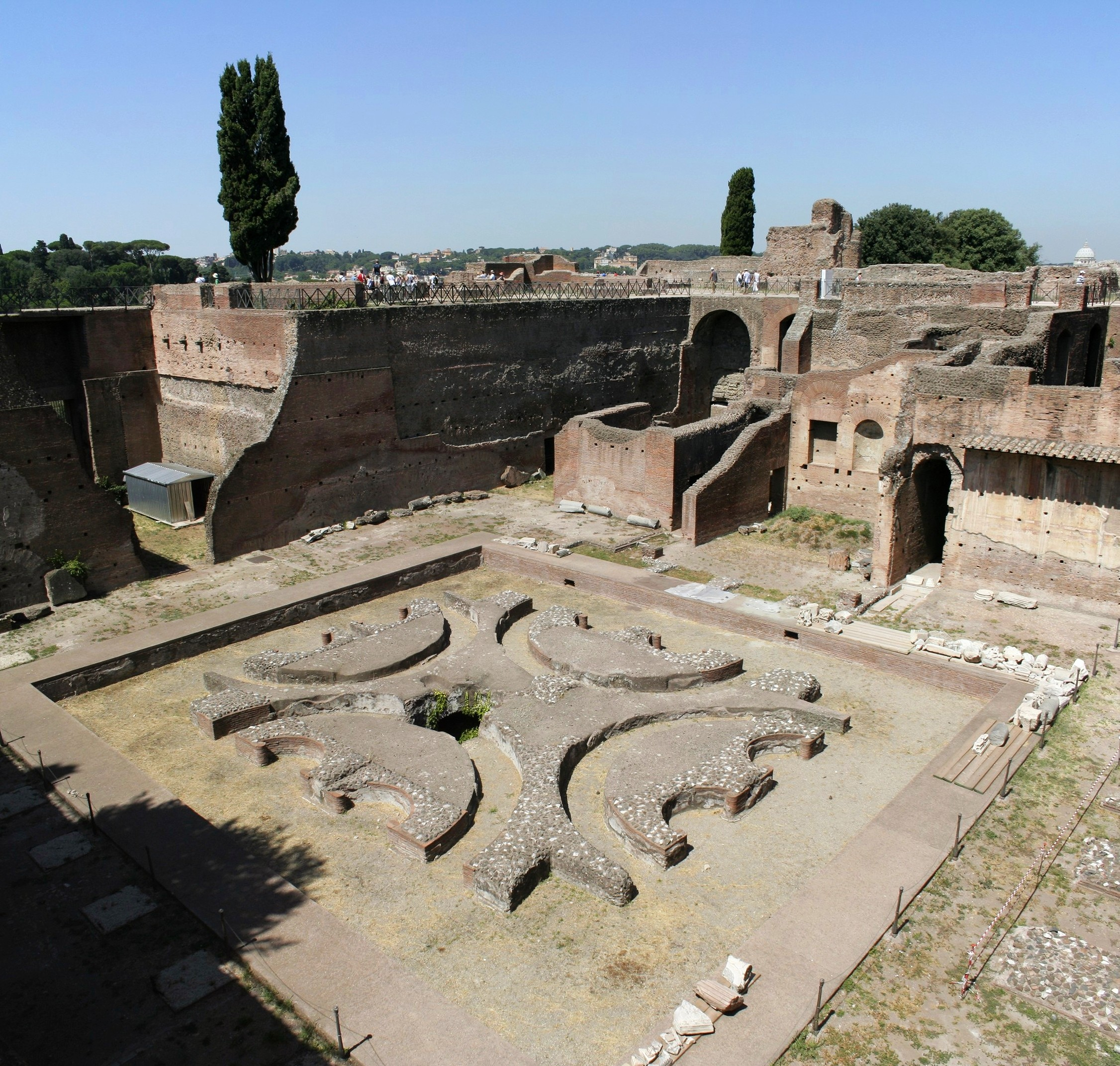
Cour carrée intérieure.
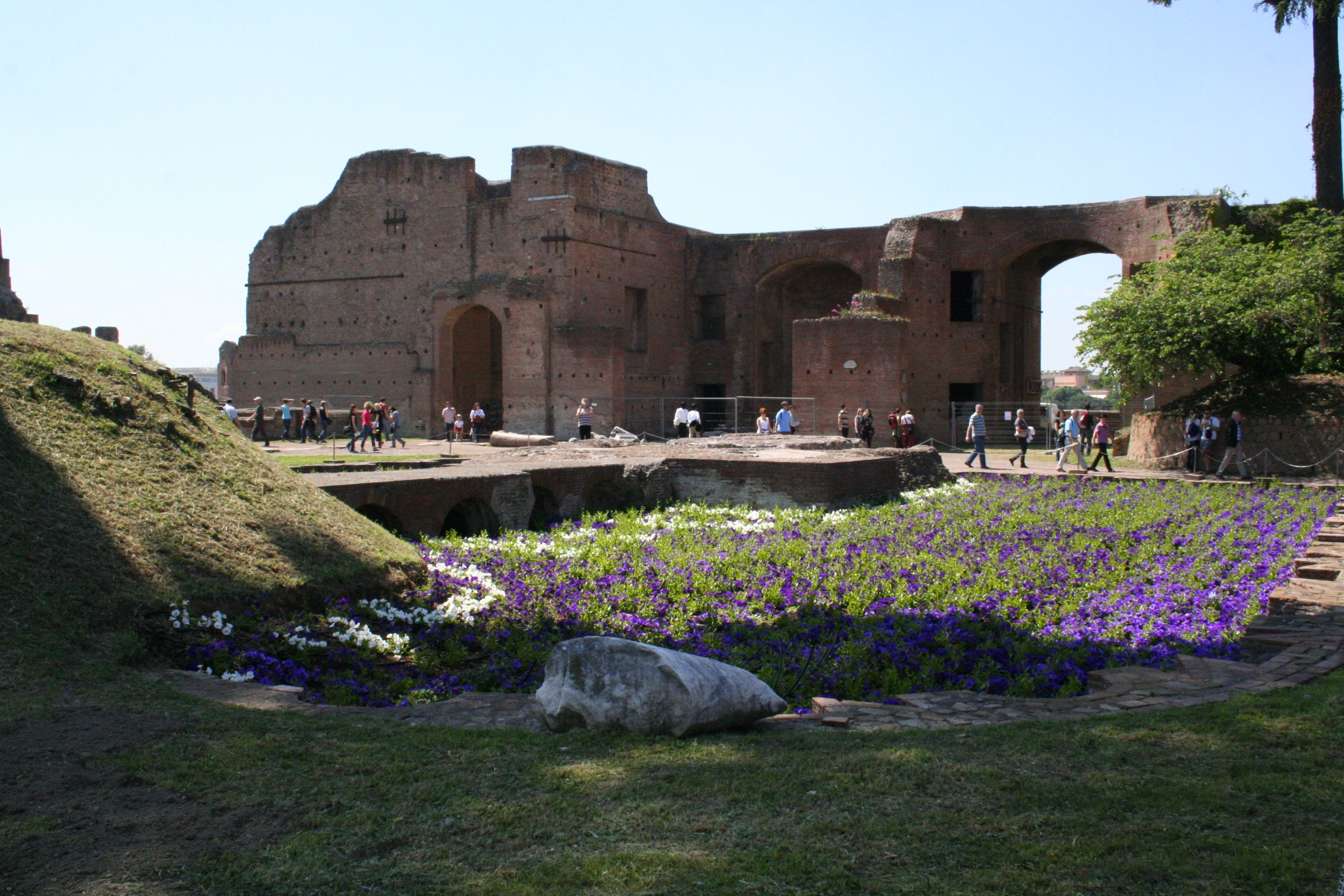
Vestige du péristyle et du bassin où se dressait un petit temple dédié à Minerve.
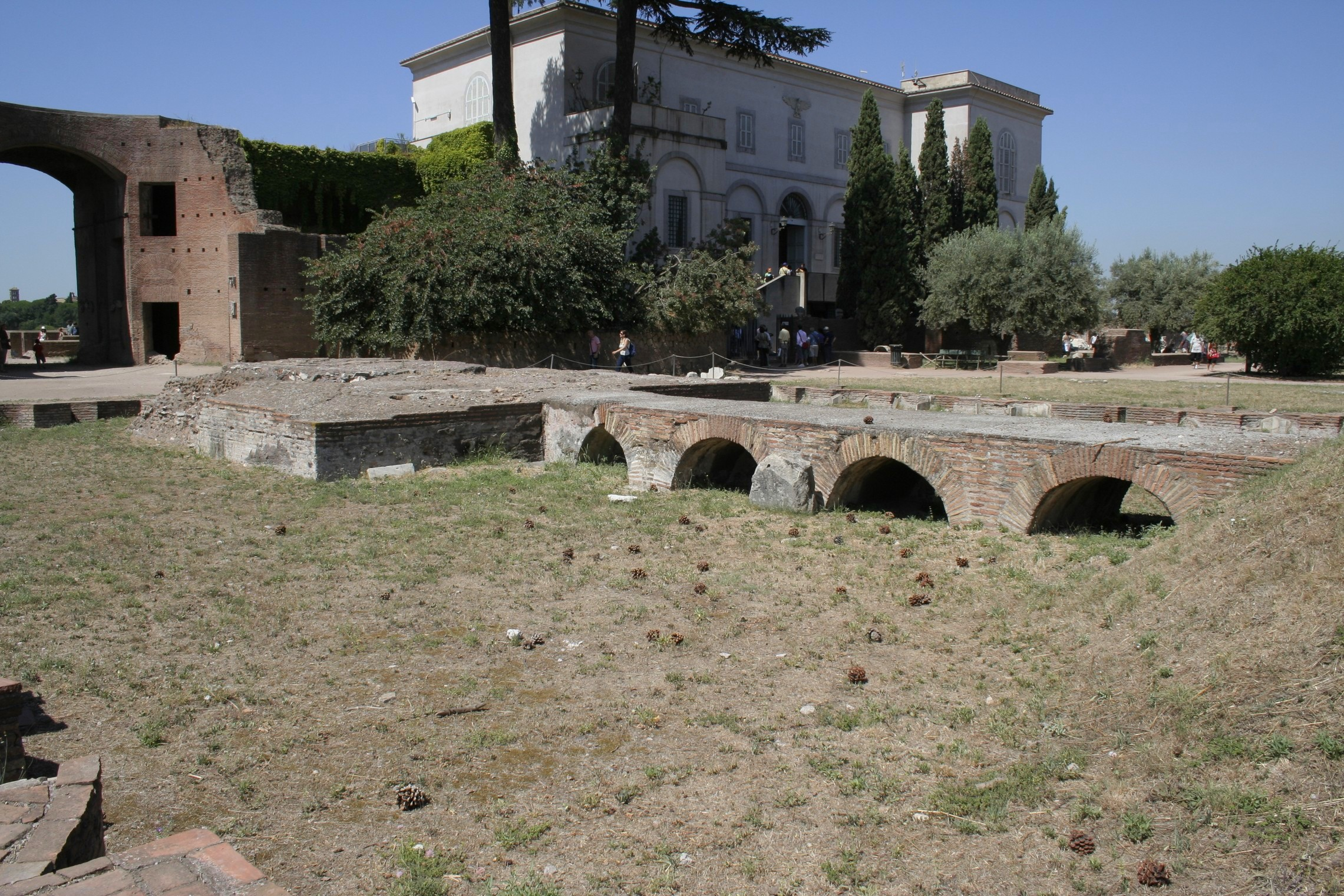
Autre vue du bassin.

#### Stadium
C’est un grand espace (S) rectangulaire de 160 mètres de long sur 50 mètres de large dont l’une des extrémités, celle au sud, est courbe. L'édifice s'étend sur tout le côté oriental de la Domus Augustana. Sa forme évoque celle d’un stade d’où son nom. On ne sait pas s’il était utilisé comme un circus miniature (lieu de courses équestres) réservé à l’empereur, ou comme un jardin, peut-être les deux. La piste de course est délimitée par une spina dont seule l'extrémité arrondie au nord subsiste aujourd'hui. Il se pourrait qu'il s'agisse de l’Hippodromus Palatii où saint Sébastien serait mort martyrisé.
Tout autour de l'espace central s'élève un portique à deux étages. Celui du bas est composé de piliers de brique recouverts de marbre. Seules les bases des piliers sont encore visibles. Au deuxième étage, des colonnes de marbres sont alignées avec les piliers de l'étage inférieur. Le centre du long côté oriental est creusé d'une large exèdre (Tr) construite sur trois salles qui s'ouvrent sur le stade et sont de la même hauteur que le double portique.

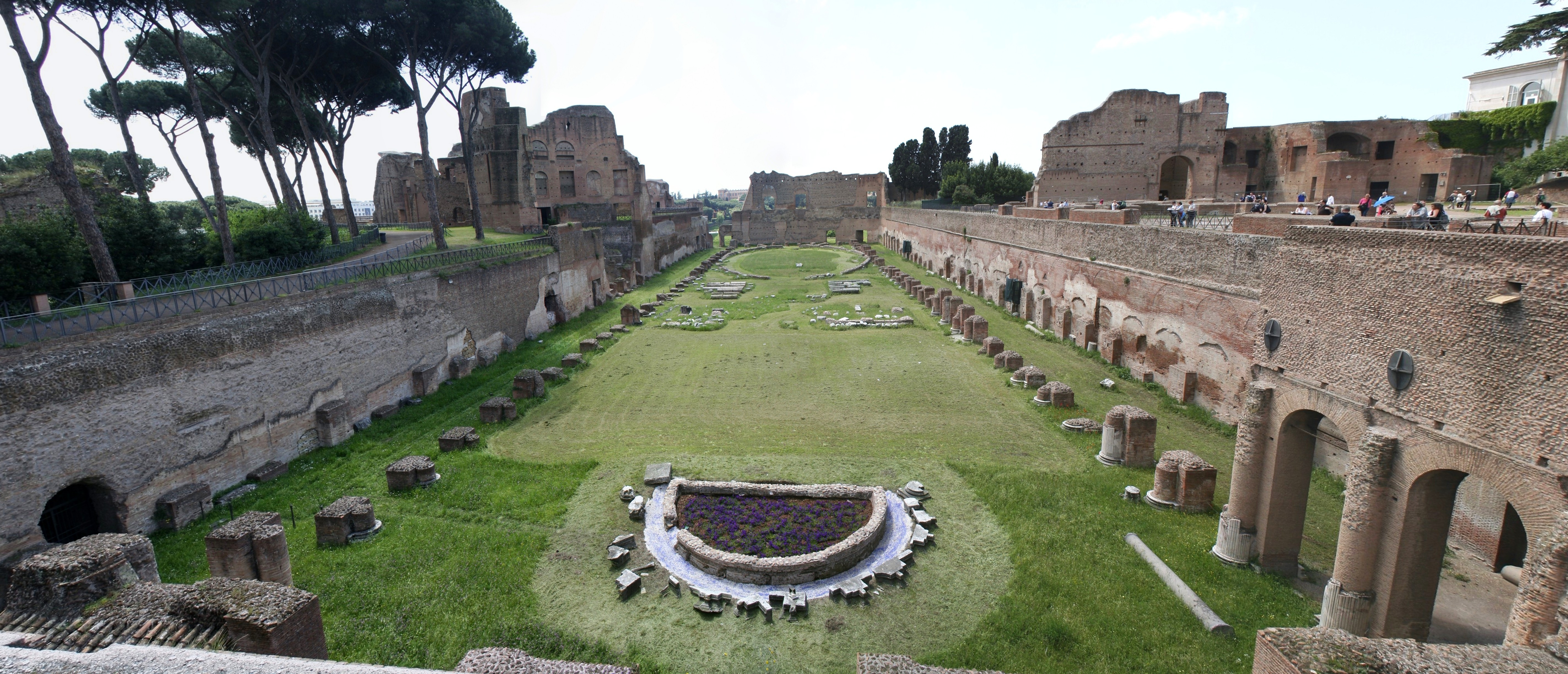
Vue panoramique du Stadium Palatium.

Le Stadium est la dernière section du palais à avoir été construite et les travaux continuent après que les deux premières aient été achevées en 92 ap. J.-C. Hadrien fait renforcer la structure des portiques et l'exèdre est modifiée sous les Sévères. Une structure ovale rappelant la forme d'une arène est érigée dans la partie sud du stade à une époque tardive, peut-être sous Théodoric.

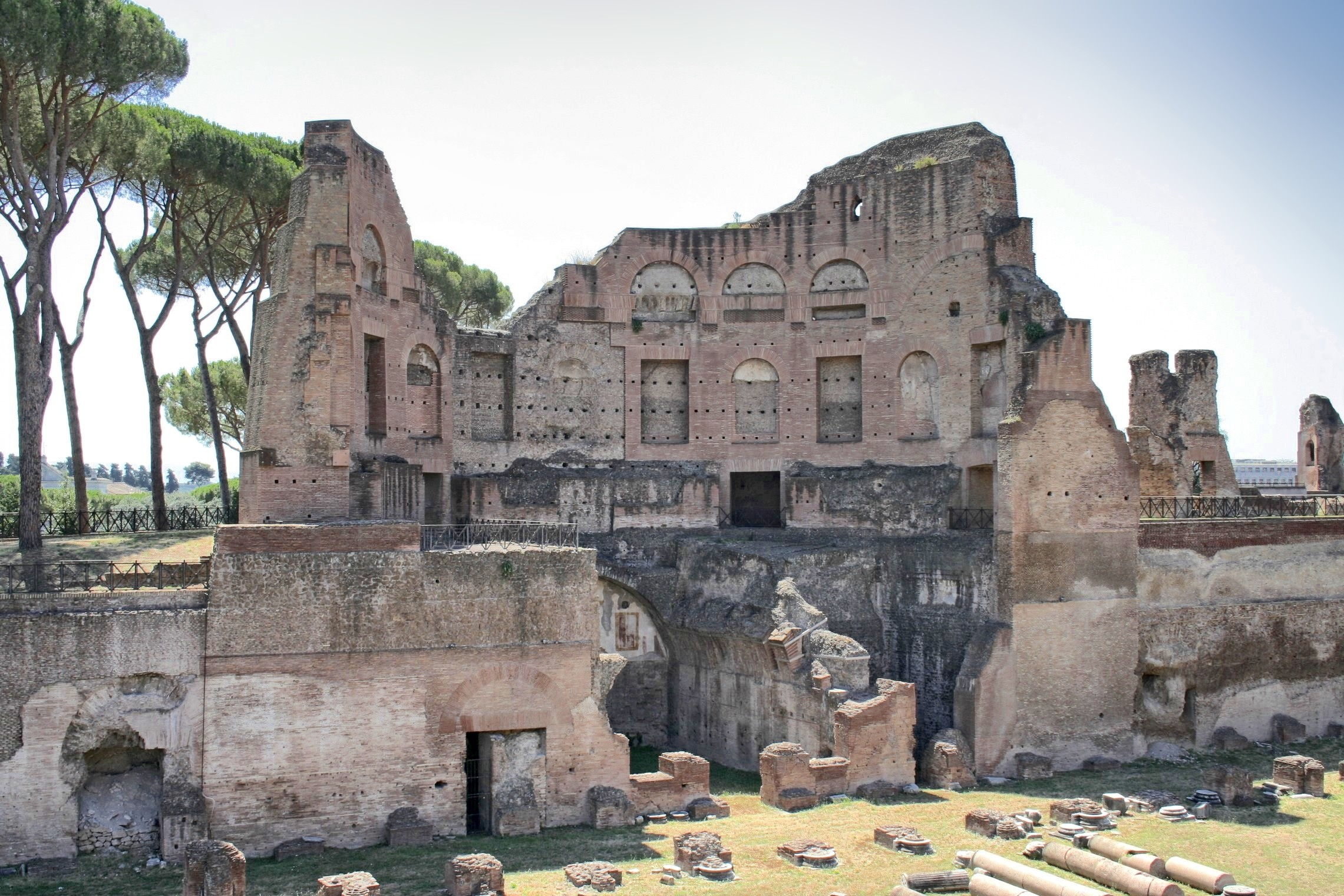
Large exèdre abritant la loge impériale.
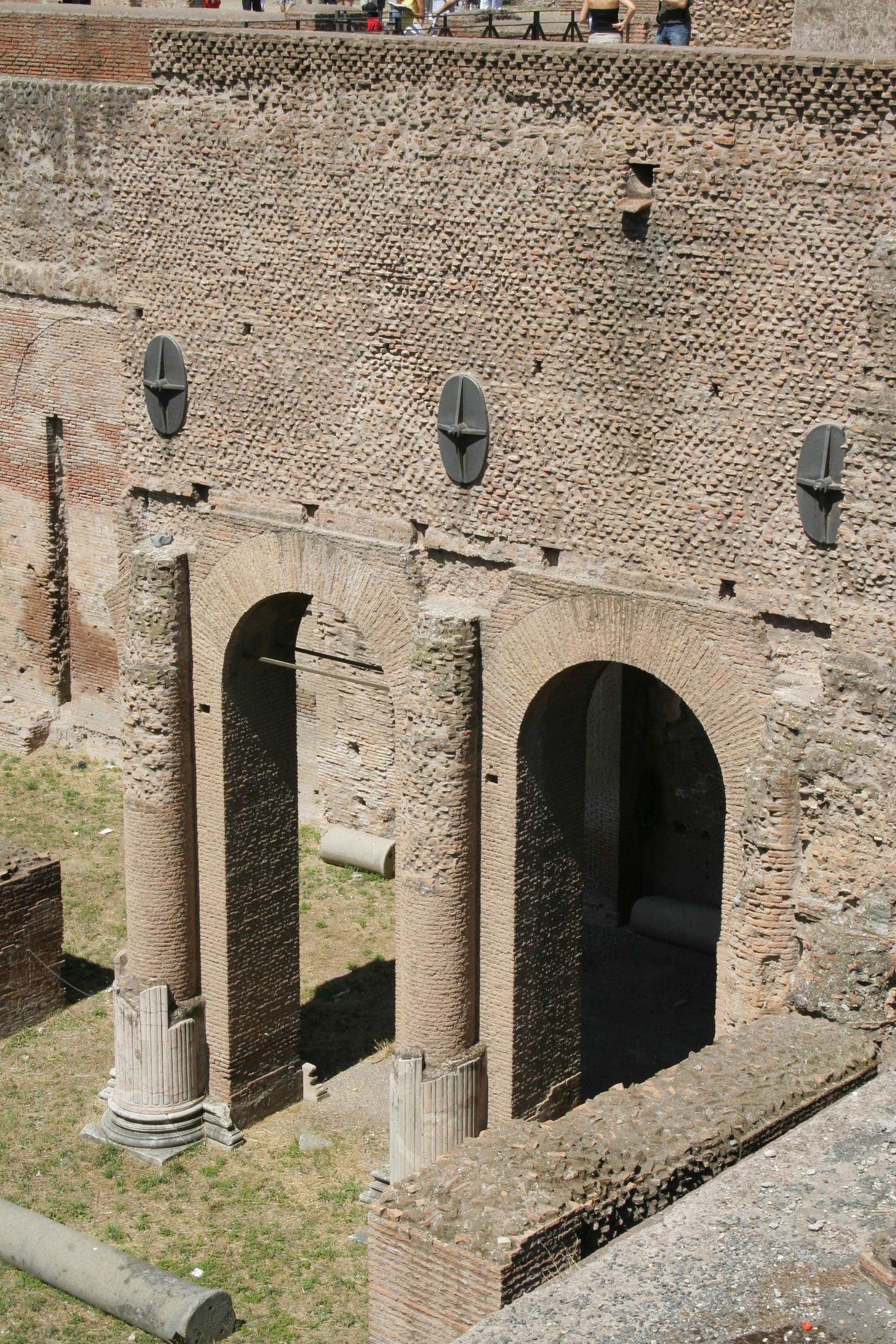
Partie nord du portique.
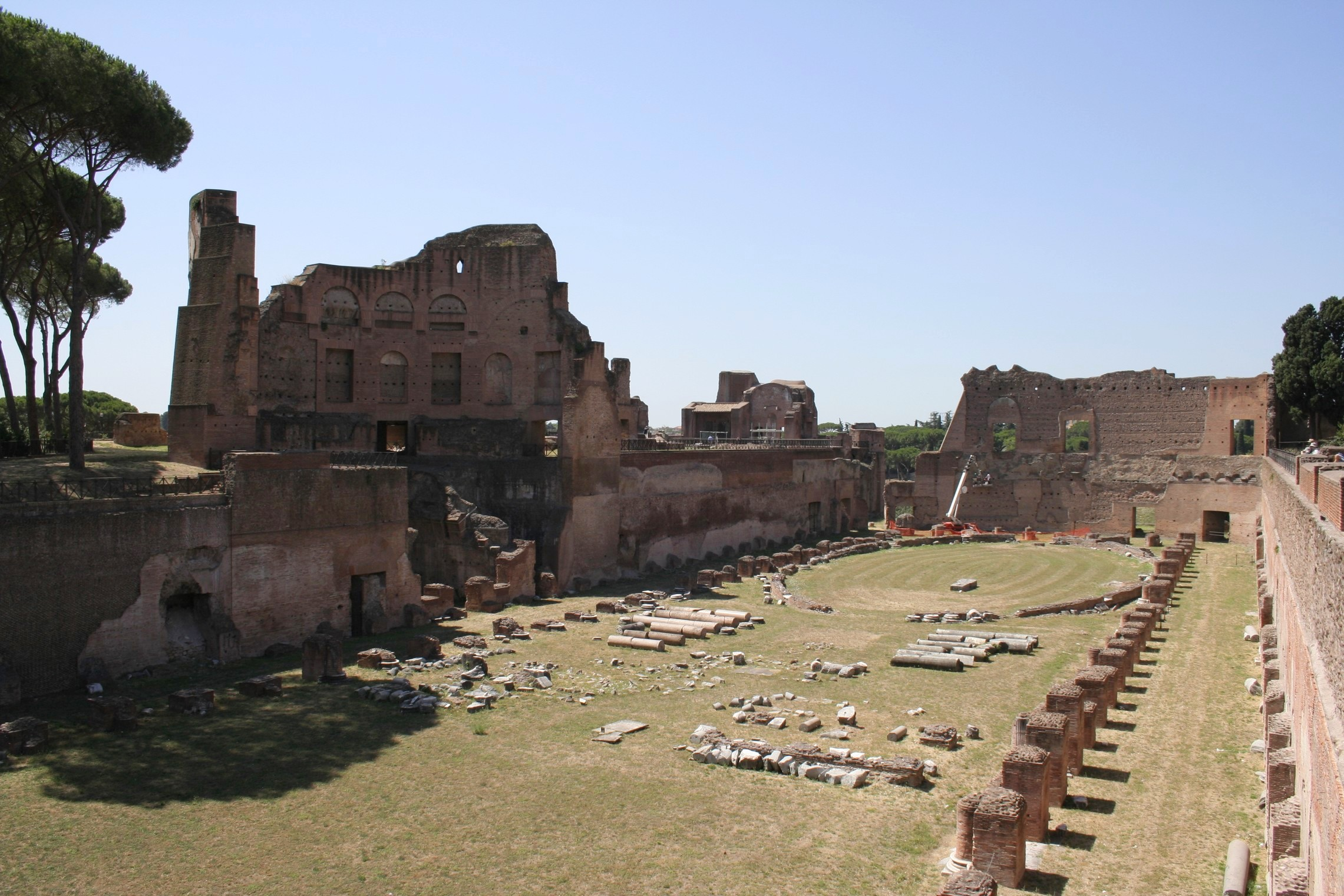
Vue d'ensemble.
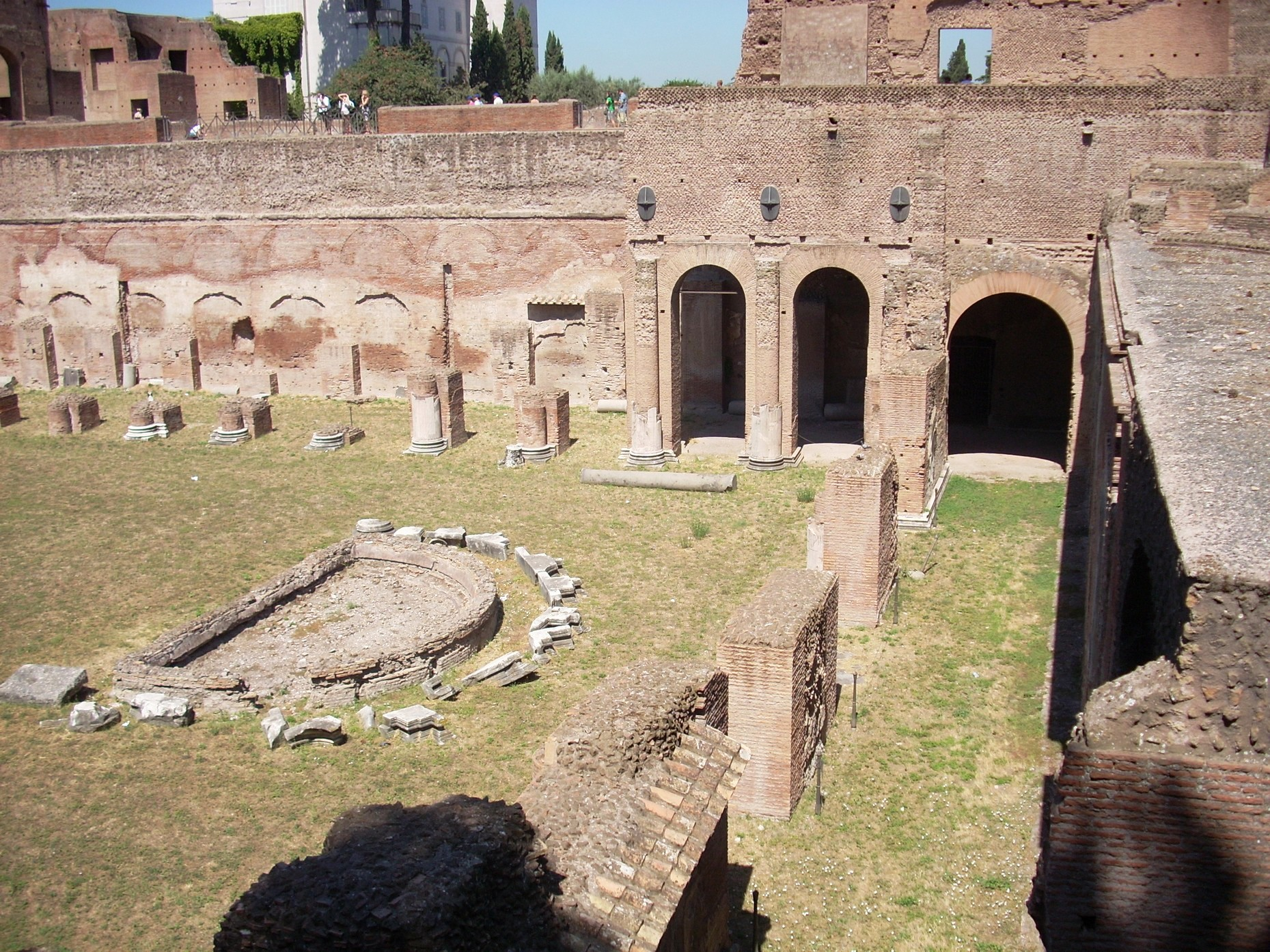
Partie nord du stade et extrémité de la spina.

### Paedagogium

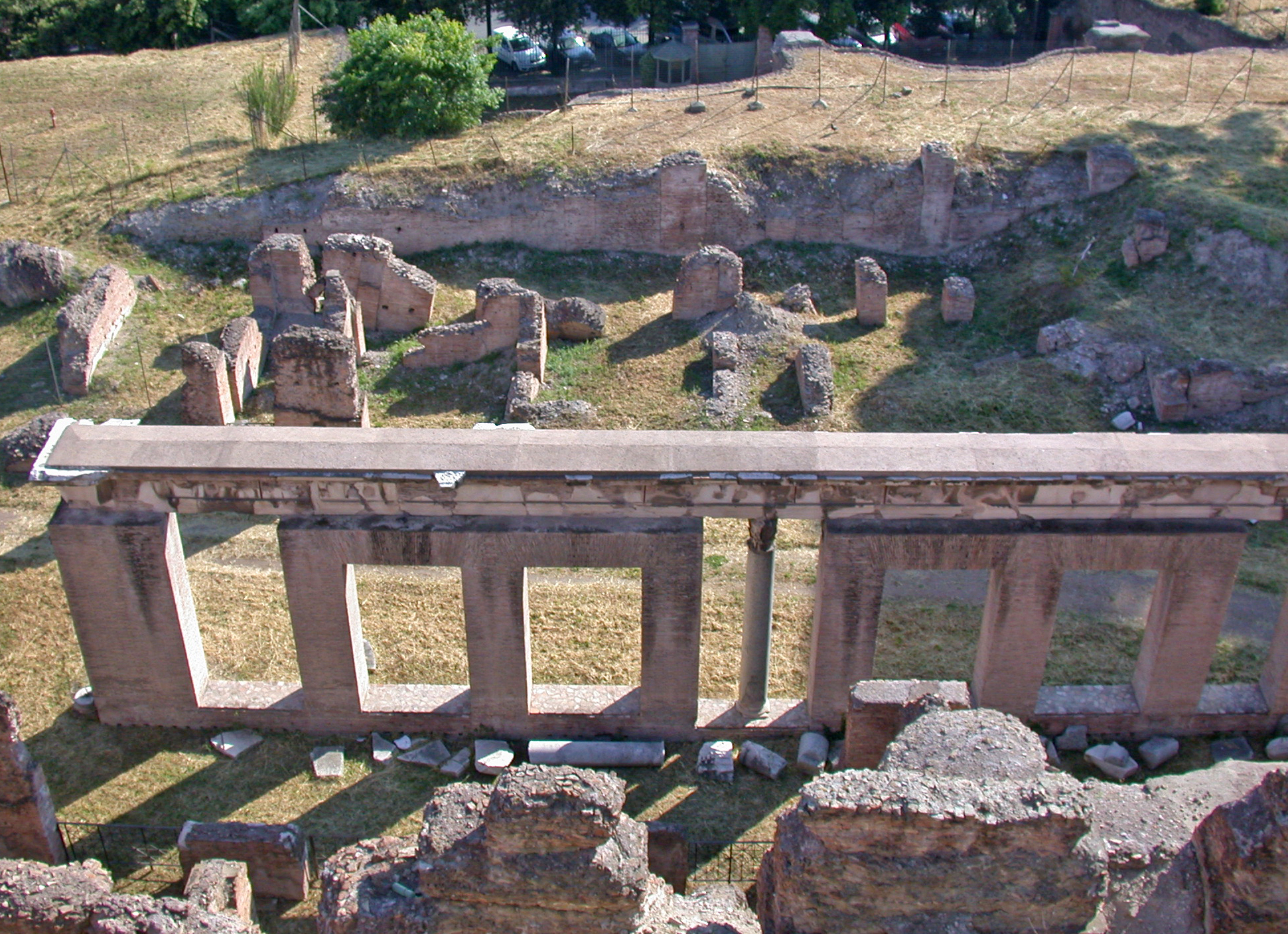
Vestiges du Paedagogium.

Les vestiges d'un bâtiment situé au sud-est de la grande exèdre de la Domus Augustana et lié au complexe palatial ont été mis au jour au milieu du XIXe siècle. Sur les murs de l'édifice ont été retrouvés divers graffitis sur lesquels apparaît plusieurs fois la formule « exit de Paedagogio », ce qui suggère qu'il s'agit du Paedagogium destiné aux esclaves de l'empereur. Mais cette identification est remise en question depuis que le Paedagogium des esclaves impériaux a été localisé sur le Caelius.

#### Graffiti d'Alexamenos
Parmi les graffitis retrouvés, le graffiti dit « d'Alexamenos » est un des plus intéressants. Il s'agirait d'une des plus anciennes représentations de la crucifixion. On y voit un homme avec une tête d'âne crucifié avec à sa gauche, un homme, sans doute nommé Alexamenos, lève la main en un geste de prière. Sous cette scène figure une inscription grecque : ΑλΕξΑΜΕΝΟς CЄΒΕΤΕ ΘΕΟN. Le mot CЄΒΕΤΕ paraît mal orthographié et devrait être compris comme CЄΒΕΤAI qui signifie « adore [un dieu] ». L'inscription peut être alors traduite comme : « Alexamenos adore son dieu »,. Ce graffiti n'est pas daté avec précision et on donne généralement une fourchette assez large s'étendant du Ier siècle au IIIe siècle.
|                                 |  |                     |
| Photo du graffiti d'Alexamenos. |  | Dessin du graffiti. |

### Domus Severiana
Le nom de Domus Severiana désigne l'ensemble de l'agrandissement du palais à l'est, en partie construit par Septime Sévère. De larges piles de briques soutiennent une vaste terrasse qui permet de gagner de l'espace sur la pente orientale du Palatin, le sommet de la colline étant entièrement couvert de constructions. Tout ce qui reste de cette grande annexe sont des vestiges des fondations en briques. Plusieurs salles de la structure de soutènement ont tout de même conservé leurs mosaïques avec leurs motifs géométriques noirs et blancs.

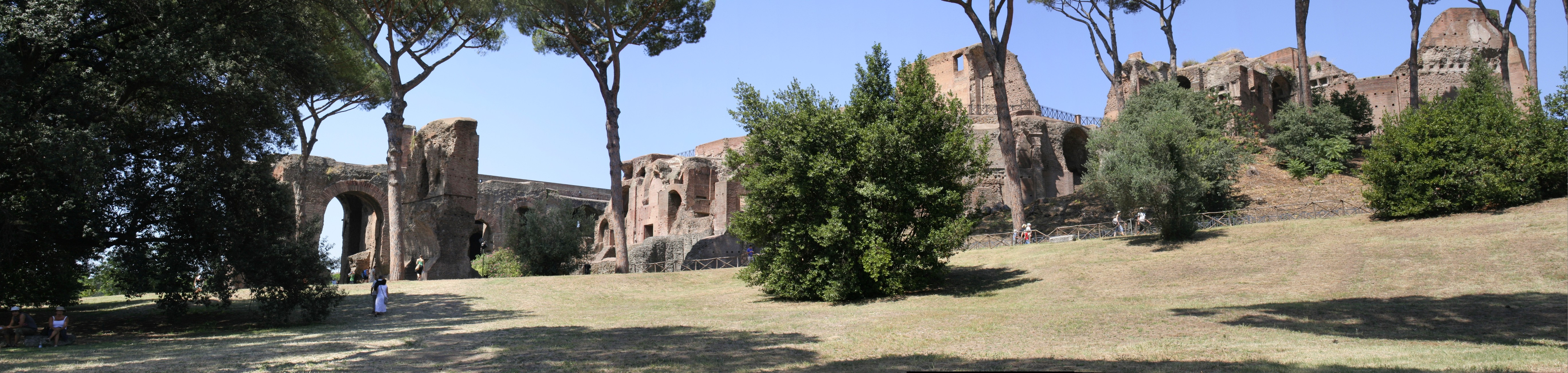
Panorama sur les ruines de la pente orientale du Palatin.

La zone entre la terrasse artificielle et l'exèdre du stade du palais de Domitien est occupée par un complexe thermal qui date de l'époque de Domitien, mais qui a été entièrement reconstruit par Maxence. Une branche de l’Aqua Claudia qui traverse la dépression entre le Caelius et le Palatin permet d'alimenter les thermes en eau.

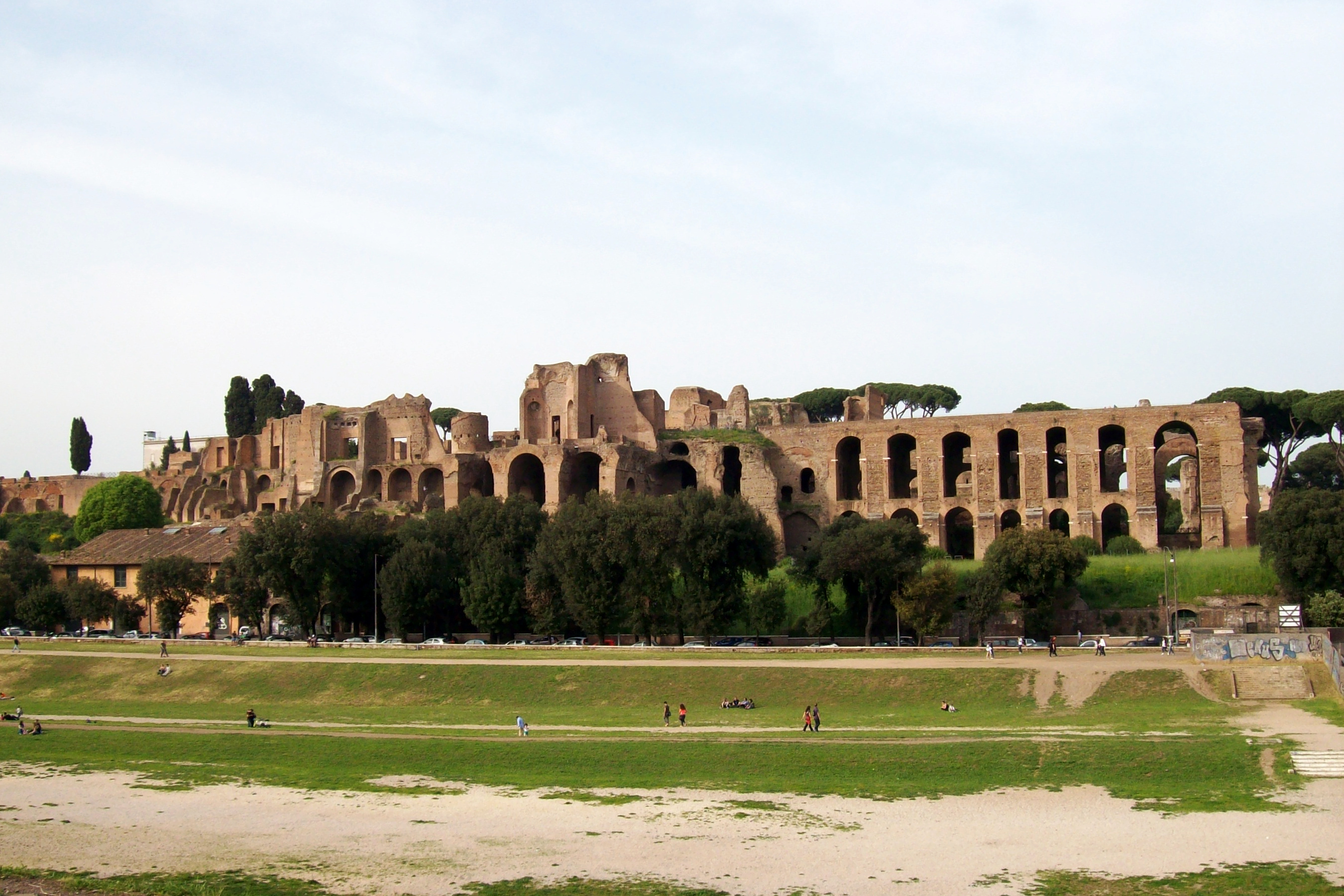
À droite, la structure de soutènement de la Domus Severiana.
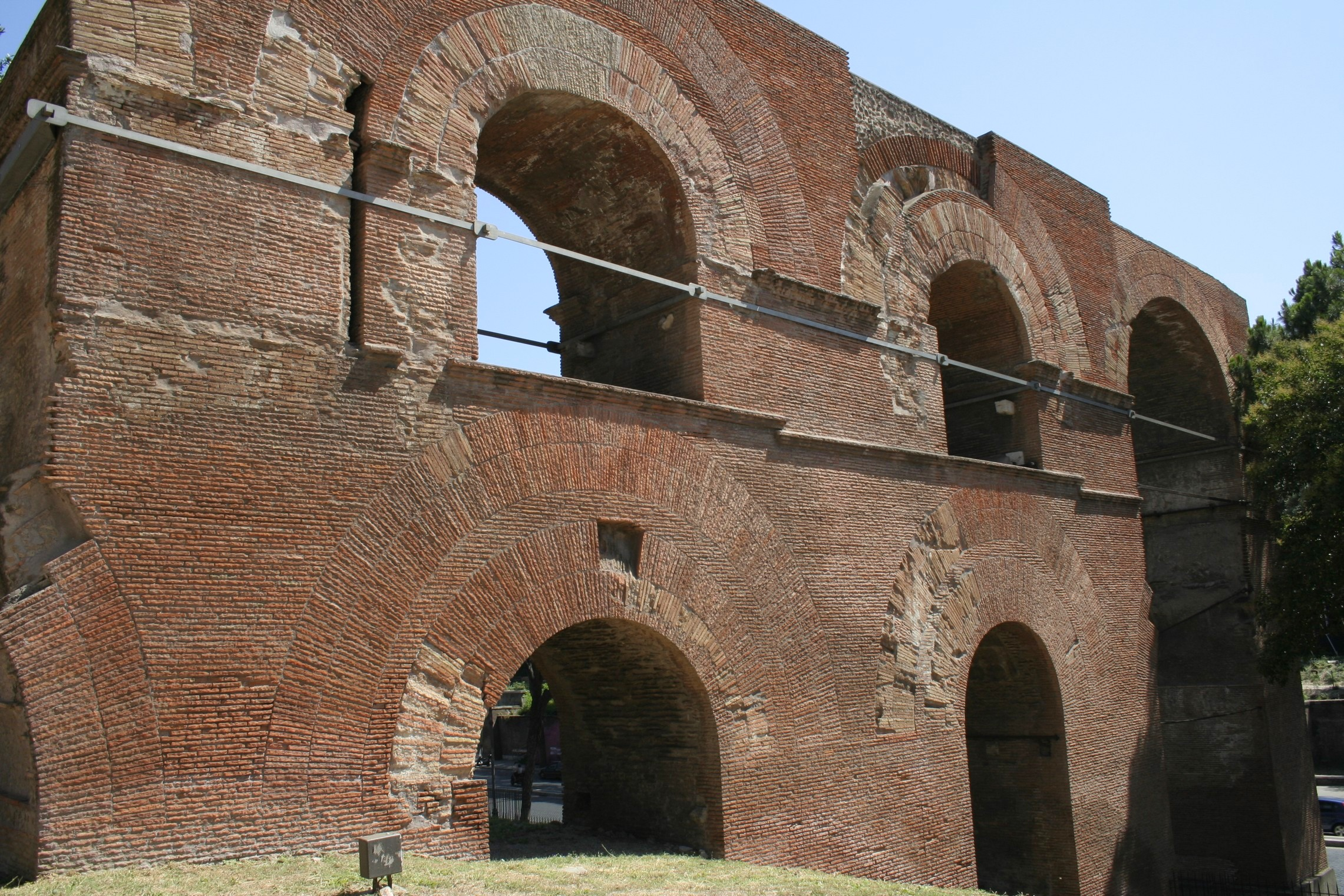
Vestiges de la branche de l’Aqua Claudia.
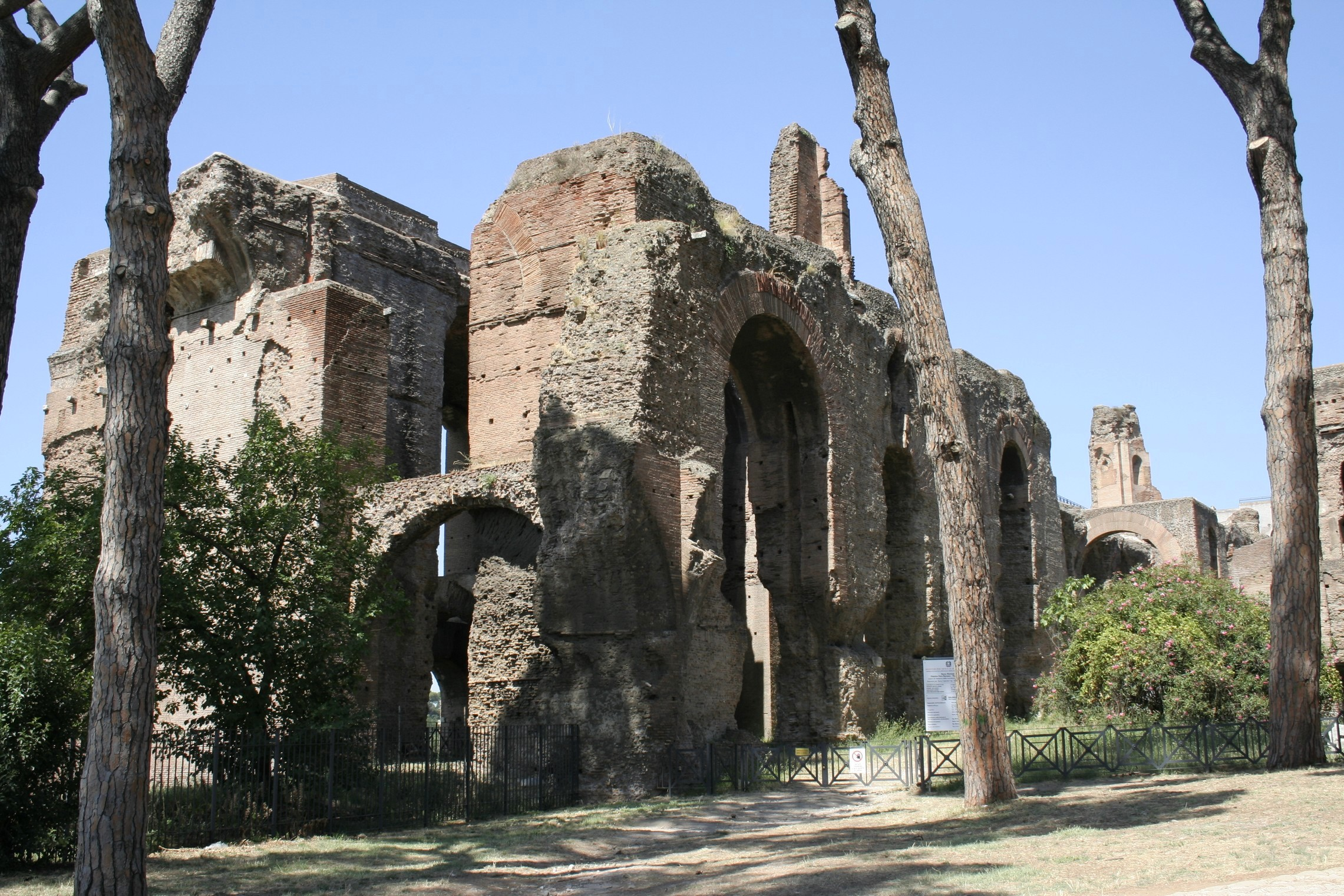
Vestiges des fondations de la Domus Severiana.
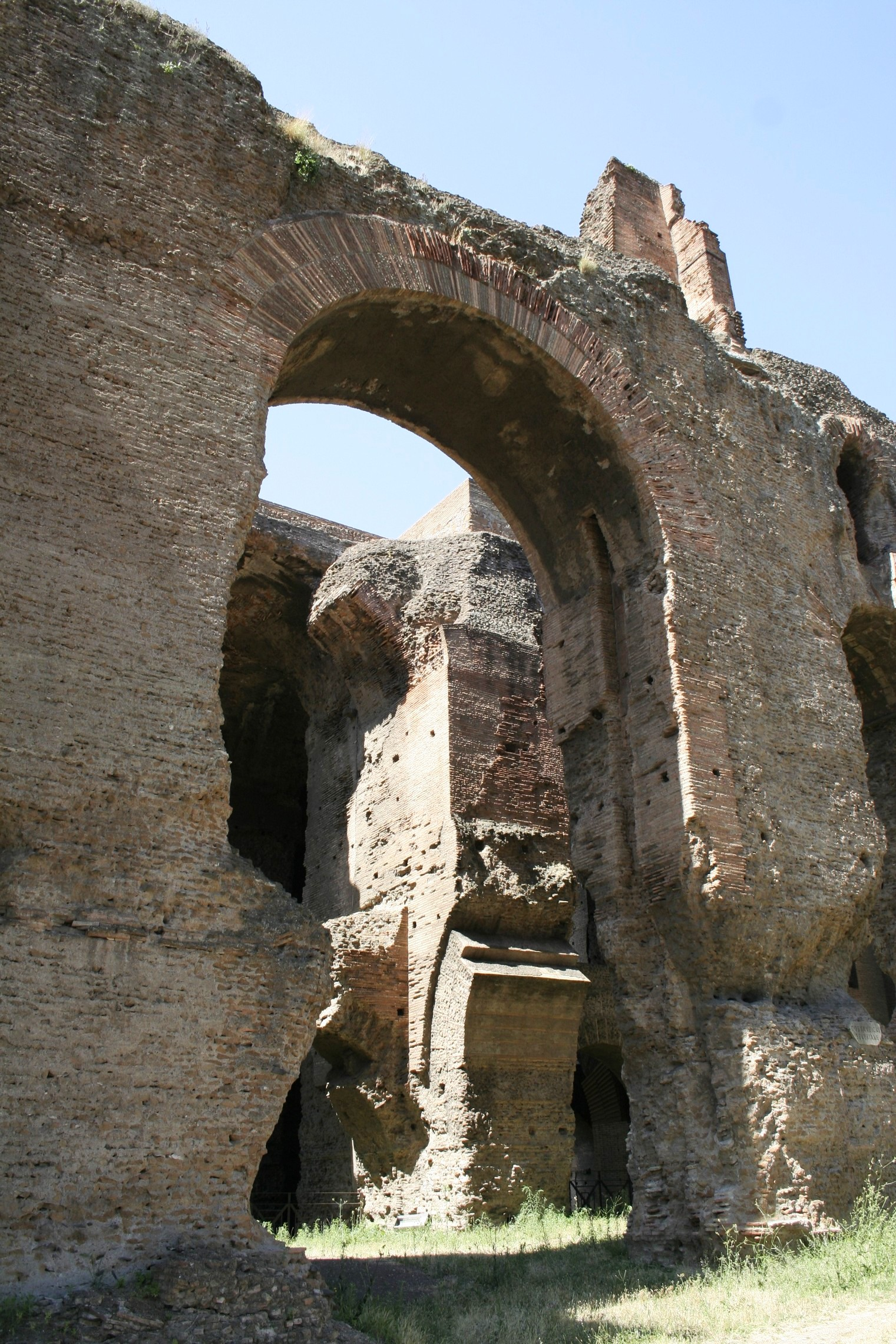
Vestiges des fondations de la Domus Severiana.

#### Septizodium
Le Septizodium se situe au sud-est du Palatin et est construit en 203 par Septime Sévère, en contrebas de la Domus Severiana. Sa grande façade organisée en nymphée, rappelant les scènes des grands théâtres romains, permet de dissimuler les fondations de la terrasse du palais pour ceux qui arrivent depuis la via Appia. L'édifice est encore debout au XVIe siècle mais le pape Sixte V ordonne sa destruction en 1588. Il se sert des matériaux récupérés pour ses différents projets architecturaux comme la chapelle de la basilique Sainte-Marie-Majeure. Un fragment de la Forma Urbis Severiana et les dessins antérieurs à 1588 sont tout ce qui reste de la façade monumentale.

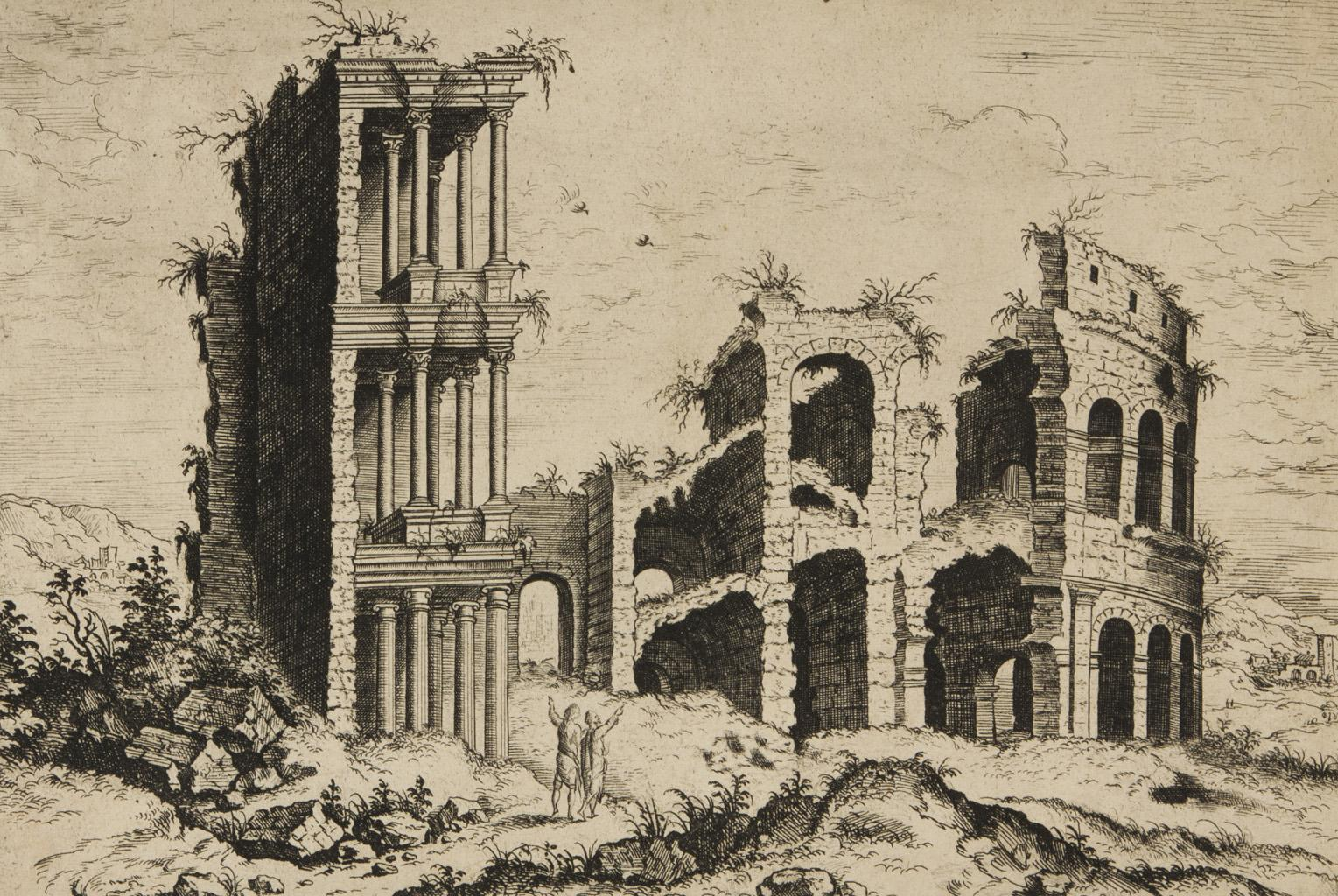
Hieronymus Cock (1518-1570).
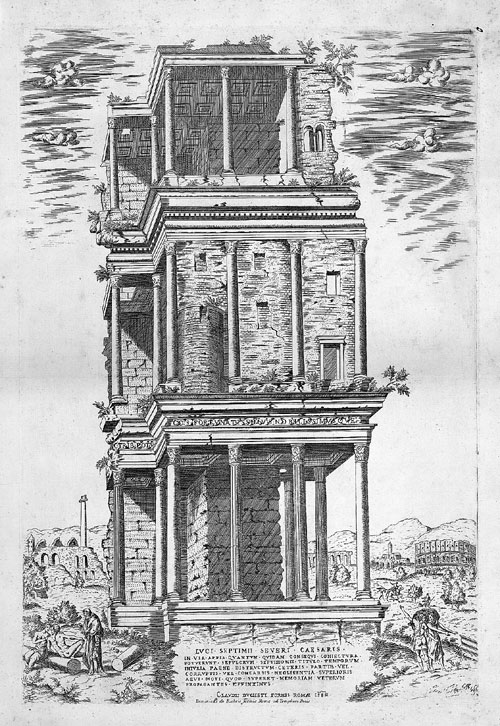
Dessin de 1582.
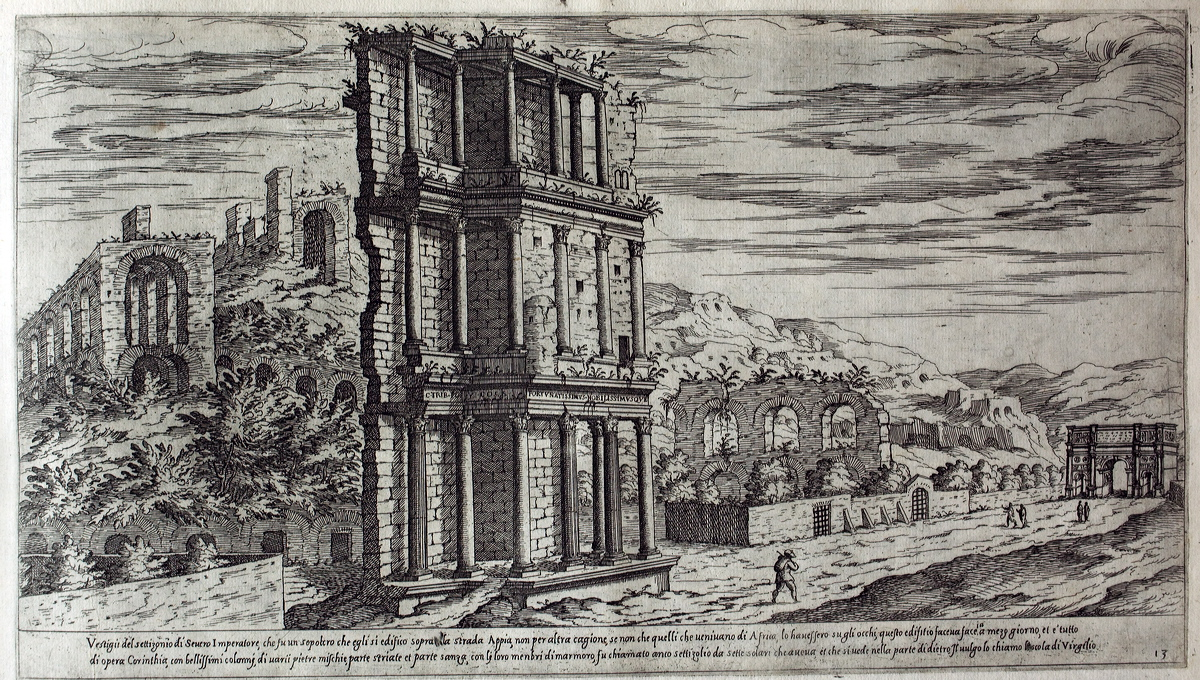
Lorenzo della Vaccheria, 1575.